# Памятник Гоголю (Волгоград)
Па́мятник Го́голю в Волгограде — бронзовый бюст писателя Николая Васильевича Гоголя скульптора И. Ф. Тавбия 1910 года. Старейший из сохранившихся памятников Волгограда. В настоящее время (2016 год) установлен в Комсомольском саду Волгограда, напротив театра НЭТ.

## История
В 1909 году в Российской империи широко отмечалось 100-й юбилей с дня рождения писателя, в нескольких (Санкт-Петербург, Москва, Харьков) городах империи были воздвигнуты памятники писателю. В Царицыне городской властью и общественностью было решено так же создать памятник Гоголю, причем это был первый памятник в истории города.

Финляндское каменно-промысловое акционерное общество из Гельсингфорса на посланный ему городом запрос, в каком положении находится работа по изготовлению бюста Гоголя, известило Городскую управу, что работа над бюстом идёт успешно. Фотография с бюста будет выслана городу в скором времени, а также будут высланы фотографии профильных линий с бюста писателя. Последние будут высланы для того, чтобы замеченные в них недостатки могли быть своевременно устранены работающим над бюстом художникам.— газета «Царицынский вестник», 28 января 1910 года
Памятник установлен к 100-ю рождения Гоголя в 1910 году на Александровской площади, от которой к железнодорожному вокзалу Грязе-Царицынской железной дороги шла Елизаветинская улица, которая после открытия памятника была переименована в улицу Гоголя. Эта улица сохранилась через все переименования и перепланировки центра города и является современной улицей Гоголя.. Торжественное открытие памятника состоялось 24 октября 1910 года, в программу праздничного открытия вошли выступление городского оркестра, молебен, выступление городского главы Кленова.. Изображение Гоголя отличалось от канонического, что сразу было замечено публикой.

.. По совершению молебствия по распоряжению городского головы снимается завеса с памятника, которую сразу снять не удалось. Тысячи глаз с жадностью устремились на памятник, желая посмотреть того, память которого чтится, но завеса что-то плохо снимается. Вверху она слишком крепко зашпилена, почему выходит, что голова Гоголя будто спрятана в капюшон и не желает оттуда выглянуть. Наконец, при помощи лестницы, завеса спадает и перед взорами окружающих предстал Гоголь. Во многих замечается разочарование, которое они и не скрывают. «Как он не похож, только прическа Гоголя…» говорят они. Действительно, Гоголь на бюсте мало похож..— газета «Царицынский вестник», 24 октября 1910 года

Около памятника Гоголя постоянно толпится народ: мужчины, дамы, дети, старушки. Некоторые из последних набожно крестятся на памятник, принимая его за святого.
- Это кто же будет? — спрашивает одна из старушек.
- Николай Гоголь…
- Русский он будет?
- Русский…
- А почему же он на немца смахивает?
- Немец, верно, делал…
С другой стороны идет другой разговор.
- Скажите, пожалуйста, — спрашивает, видимо, приезжий: зачем это Гоголя поставили затылком к городу?
- Не могу знать. Говорят, что сначала Гоголь стоял как следует, а как увидел Царицын, взял да отвернулся.

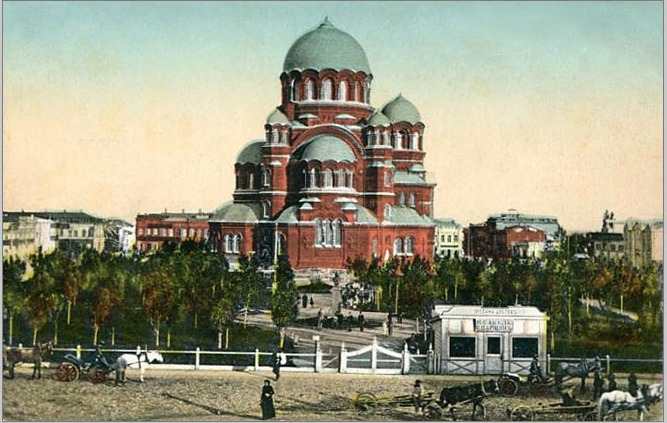
Он долго не хотел смотреть на наш город, — поясняет какая-то дама, — повязку сняли при помощи уже лестницы. Не хочу, грит Гоголь, смотреть на ваш город: он неблагоустроен, мостовых нет, освещение плохое, людей хороших с огнём не найдешь. Того гляди — украдут венки. И действительно пришлось сквер на ночь запереть.— газета «Царицынский вестник» статья "Около памятника", 24 октября 1910 года Памятник трижды менял свое расположение, на изначальном месте примерно на месте современного памятника «Вечный огонь» площади Павших борцов он простоял около двух десятилетий. После сноса Александро-Невского собора в 1932 году была произведена перепланировка площади, где на современное центральное место была установлена стела-памятник погибщим при обороне Царицына красноармейцам, а памятник Гоголю был переставлен ближе к западному краю площади. Позже, в 1930-е годы, памятник был перенесен в Комсомольский сад, где лицом выходил на площадь Павших борцов. Во дни Сталинградской битвы памятник и постамент получили повреждения, но уцелели вместе с ещё 3 довоенными памятниками: Дзержинскому на площади Дзержинского, Хользунову на Центральной набережной и Ерману в Комсомольском саду. Поврежденный постамент в 1959 году был заменен новым, созданный архитектором Иваном Корнельевичем Белдовским, с надписью: «Н. В. Гоголь. 1809—1852». Повреждения на памятнике были оставлены как память о войне и видны на тыльной стороне памятника. В 1977 году при реконструкции театра имени Горького памятник Гоголю был установлен на современное место, к боковому ходу театра и повернут на 90 градусов, лицом к саду..
- Александро-Невский собор и памятник Гоголю (в центре с фигурами людей). До 1932 года.
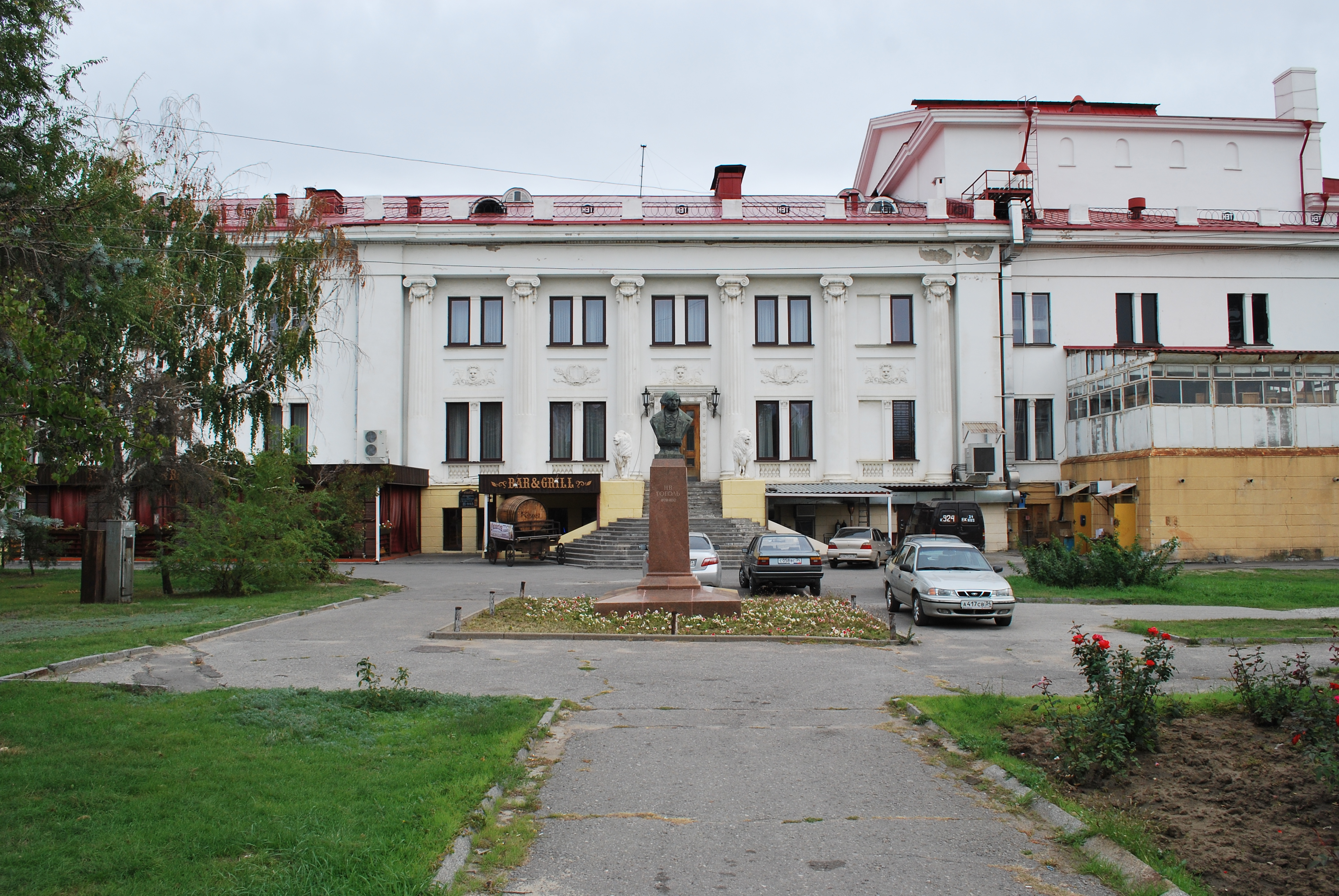
2011 год.

## Современное состояние
На начало 2018 года памятник находился в неудовлетворительном состоянии и был весь покрыт окислами металла. Его юридическая принадлежность и ответственность юридического лица за его состояние не установлена..

## Характеристики
Материал постамента: розовый полированный гранит
Высота постамента: 2,6 метра
Высота бюста: 1,32 метра
Отливка: бронзолитейный завод Морана в Санкт-Петербурге